# Jutta Heikkinen
Jutta Karita Heikkinen (* 27. Oktober 1994 in Lieksa) ist eine finnische Siebenkämpferin. 

## Sportliche Laufbahn
2012 nahm Jutta Heikkinen an den Juniorenweltmeisterschaften in Barcelona teil und musste dort ihren Wettkampf nach sechs Disziplinen abbrechen. 2015 konnte sie sich für die U23-Europameisterschaften in Tallinn qualifizieren und erzielte dort den achten Platz. 2017 vertritt sie ihre Universität bei der Universiade in Taipeh.
Insgesamt wurde Heikkinen viermal finnische Meisterin, darunter 2016 im Siebenkampf. Ihre Zwillingsschwester Hertta Heikkinen ist ebenfalls Siebenkämpferin.

## Persönliche Bestleistungen

### Siebenkampf
- 5747 Punkte, 22. Juli 2017, Seinäjoki

| Disziplin    | Ergebnis    | Punkte |
| ------------ | ----------- | ------ |
| 100 m Hürden | 14,00 s     | 978    |
| Hochsprung   | 1,68 m      | 830    |
| Kugelstoßen  | 12,72 m     | 709    |
| 200 m        | 25,27 s     | 862    |
| Weitsprung   | 5,82 m      | 795    |
| Speerwurf    | 44,02 m     | 745    |
| 800 m        | 2:19,67 min | 828    |

- Fünfkampf (Halle): 4054 Punkte, 8. März 2015, Helsinki